# Octineon
Octineon — рід актиній, що складає монотипічну родину Octineonidae. Рід включає три види:
- Octineon chilense Carlgren, 1959
- Octineon lindahli Carpenter in Carpenter & Jeffreys, 1871
- Octineon suecicum Carlgren, 1940